# Almmirzinho
Almir Serra, mais conhecido como Almirzinho (Morro do Salgueiro, 20 de novembro de 1970) é um cantor, compositor, arranjador e produtor musical brasileiro.

## Carreira
Nascido em uma tradicional família de sambistas, é filho de Almir Serra, conhecido como Almir Guineto, um dos maiores representantes do samba de raiz, neto de Dona Fia e Iraci Serra, Almir teve o privilegio de cantar ao lado de Candeia e de outros eternos mestres do samba e, para completar a sua rica arvore genealógica, é sobrinho do Mestre Louro do Salgueiro, e de Chiquinho (fundador do grupo Os Originais do Samba).[carece de fontes?]
Após um ano a frente do Grupo Revelação o cantor, traça um novo caminho na carreira e esta preparando uma pérola musical, onde apresentara um trabalho inovador, provando da fonte de outros estilos e influências,[parcial?] mas sem abandonar as raízes do samba.
Sua trajetória gerou frutos bem cedo, com 9 anos de idade integrou na bateria do Salgueiro, aos 15 anos, começou a compor e em 1996 mudou-se para São Paulo, em busca de um novo universo musical, onde logo depois foi convidado para participar do Grupo “Algo Mais” como vocalista, deixando a sua marca com um CD e autenticando a fase em que ganhou o apelido de “Almirzinho”, adotando-o como seu nome artístico por um longo tempo.[carece de fontes?]
A partir de 1997, aventura-se em casas noturnas, e encabeça o projeto chamada “Terra Brasil”, sendo o percussor do “Samba de Mesa”, em terras paulistanas, onde recebeu artistas de diferentes vertentes musicais.[carece de fontes?] Durante quase duas décadas bebeu dessa fonte. Nesse período participou da gravação de três CDs produzidos pelo “Terra Brasil”, com vendagem acima das 600 mil cópias em todo Brasil. Participou ainda do CD do cantor Reinaldo, no CD dos Originais Samba e no CD e DVD “Melhores do Ano”; tendo a música de sua autoria, intitulada “Diz Porque”, gravada pelo Grupo Fundo de Quintal.[carece de fontes?]
Gravou em 2001, o CD “Samba”, onde contou com a participação especial de Beth Carvalho. O cd traz músicas autorais e de veteranos; “Ainda Menino”, “Batuca Aí Batuqueiro”, “Dor Da Saudade”, "Gravatá”, “Nosso Amor”, “Sedução”, “Verdade Passageira”, entre outros.[carece de fontes?]
Depois de provar as delícias do samba, mais maduro,[parcial?] no ano 2007 decide dar vida ao um novo projeto, com músicas autorias e lança o CD chamado “Lado B”, com 12 músicas, que mostram outro aspecto artístico, cujas canções emanam influência da bossa nova, do jazz, swing, e até mesmo do rock. CD voltado para MPB com participações de Seu Jorge e Adriana Ribeiro. Esse trabalho rendeu ao artista convites pra participar de festivais como CARNACELONA na Espanha, CARNALISBOA em Portugal e BRAZILIANDAY em Madrid, além de diversas apresentações em casas noturnas ao redor da Espanha, onde fez um TOUR por 9 meses.[carece de fontes?]
Ao longo desse trajeto, o cantor Almir conheceu e foi cogitado por muitas casas discograficas e agora resolveu aceitar o convite da GUFO RECORDS, um selo discográfico europeu, reconhecido e autorizado mundialmente através da DIPIÙ MUSIC, uma editora musical italiana que tem no seu castig um catálogo com mais de 200.000 (mil) canções no mundo, interpretadas por artistas como: Black Eyed Peas, Rihanna, Flo-Rida, David Guetta, Katy Perry, Dido, Gwen Stefani, Gipsy King, Kaoma, Company Segundo, Village People, Selena Gomez, Pit Bull, Enrique Iglesias, Alexis Jordan, Lady Gaga e Bruno Mars; A DIPIÙ MUSIC nos últimos períodos teve indicações em 6 grammy's e conquistou um deles como Best Dance Recordings com “Only Girl” interpretado por Rihanna.[carece de fontes?]
Além de firmar o seu mais novo contrato discográfico, o cantor Almir Serra assinou com o empresário José Fortes Da Gama de Lisboa, José é engenheiro eletrônico formado pela faculdade de Engenharia - Universidade do Porto. Investidor da modalidade esportiva SNAG Golf na América do Sul. José iniciou a sua atividade profissional de empresário na década de 80, mas isso, sem deixar de pulsar nas veias a vocação de engenheiro, em 1986 criou o 1º robô Português e nos anos 90 foi consultor de grupos internacionais, foi presidente da Comissão Organizadora do 1º Congresso do Jovem Empresário, na Associação Industrial Portuguesa, em Lisboa.[carece de fontes?]
Em 2001, entrou como Investidor na área da promoção imobiliária e no turismo, desenvolvendo projetos turísticos nas áreas do Golf, hotelaria e SPA. Atuou ainda como Conselheiro da Câmara de Comércio Italiana em Portugal, é sócio da Associação Comercial do Porto – Câmara de Comércio e Indústria e foi Membro do Conselho Consultivo do Conselho Empresarial do Centro – Câmara de Comércio e Indústria.[carece de fontes?]
Em 2007, José Gama foi condecorado pelo Presidente da Republica Italiana com a Ordem Della Stella Della Solidarietà Italiana com o grau de Cavaliere. No Brasil, o empresário recebeu o título de Membro Honorário na Ordem dos Parlamentares do Estado de São Paulo na Assembleia Legislativa do Estado; o prêmio Calor Humano do Hospital das Clínicas (SP) e o prêmio Chico Xavier na Câmara Municipal de São Paulo.[carece de fontes?]
O empresário José Fortes da Gama afirma que “O cantor representa atualmente, o melhor da música brasileira no mundo. Vamos investir na divulgação internacional, por toda a Europa começando por Portugal e Itália”, conclui o empresário português.[carece de fontes?]
E Almir conclui com a seguinte frase; “Cantar e tocar é tão natural quanto respirar para mim” brincando um pouco com o talento herdado.[parcial?]

## Discografia
- 2001 - CD - Almmirzinho
- 2001 - CD - Samba
- 2007 - CD - Lado B